# Primula efarinosa
Primula efarinosa är en viveväxtart som beskrevs av Ferdinand Albin Pax. Primula efarinosa ingår i släktet vivor, och familjen viveväxter. Inga underarter finns listade i Catalogue of Life.